# NGC 7535
NGC 7535 este o low-surface-brightness galaxy⁠(d) situată în constelația Pegas. A fost descoperită în 29 septembrie 1886 de către Lewis A. Swift. Se află la o distanță de 49,66 de megaparseci de Pământ.